# Міст Кербедза
Міст Кербедза (пол. most Kierbedzia, до 1918 року — Олександрівський міст (пол. most Aleksandryjski)) — перший постійний міст через річку Віслу в Варшаві. Побудований в 1859—1864 роках за проєктом інженера С. В. Кербедза, зруйнований в 1944 році. У 1948—1949 роках на опорах моста було побудовано новий Сілезько-Домбровський міст.

## Назва
Спочатку міст називався Олександрівським (пол. most Aleksandryjski) на честь Олександра II. Неофіційно існували назви I міст і міст Кербедза (пол. most Kierbedzia) на честь автора проєкту мосту С. В. Кербедза. Після того, як Польща отримала незалежність, назва міст Кербедза стала офіційною.

## Історія
Спочатку міст планувався як залізничний, який з'єднує Варшавсько-Віденську залізницю і залізницю Санкт-Петербург—Варшава. Побудований в 1859—1864 рр. за проєктом інженера С. В. Кербедза. Характерною особливістю моста є те, що при будівництві опор вперше в Російській імперії були застосовані кесони.
Міст пов'язав Варшаву з правобережним передмістям Прагою, куди вели Московське шосе, залізниця Санкт-Петербург — Варшава і Варшавсько-Тереспольська залізниця.
У серпні 1915 року міст вперше підірвали - це зробили війська під час відступу з Варшави.
Міст складався з шести металевих прольотів (по 74,7 м кожен з них).
Міст Кербедза був підірваний при відступі російських військ із Варшави 5 серпня 1915 року й відновлений в 1916 році. 13 вересня 1944 року повторно підірваний під час Другої світової війни німецько-фашистськими військами. У 1948—1949 роках на вцілілих опорах побудовано новий Шленсько-Домбровський міст.

## Галерея

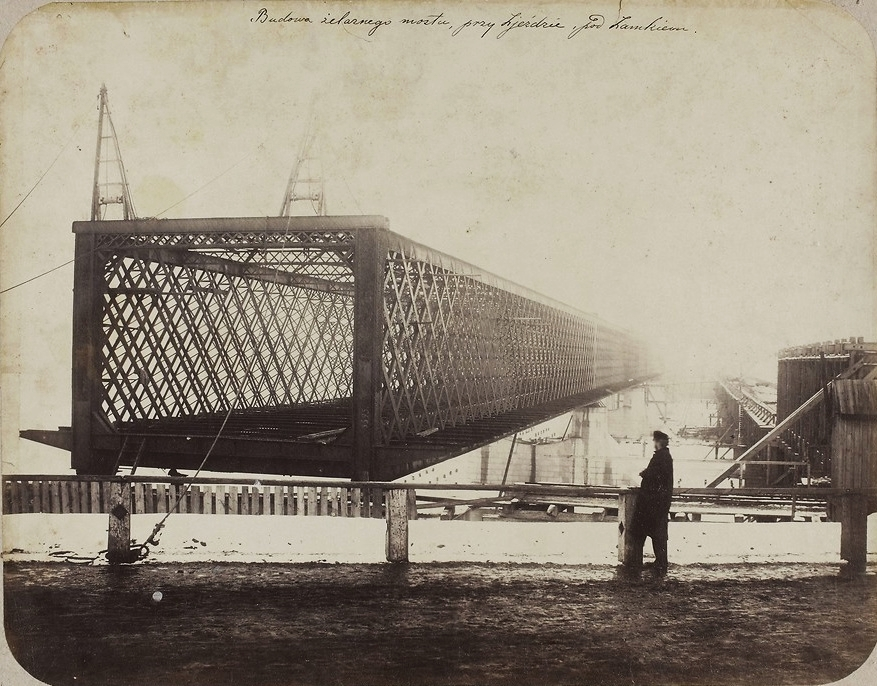
Будівництво мосту, 1864 рік
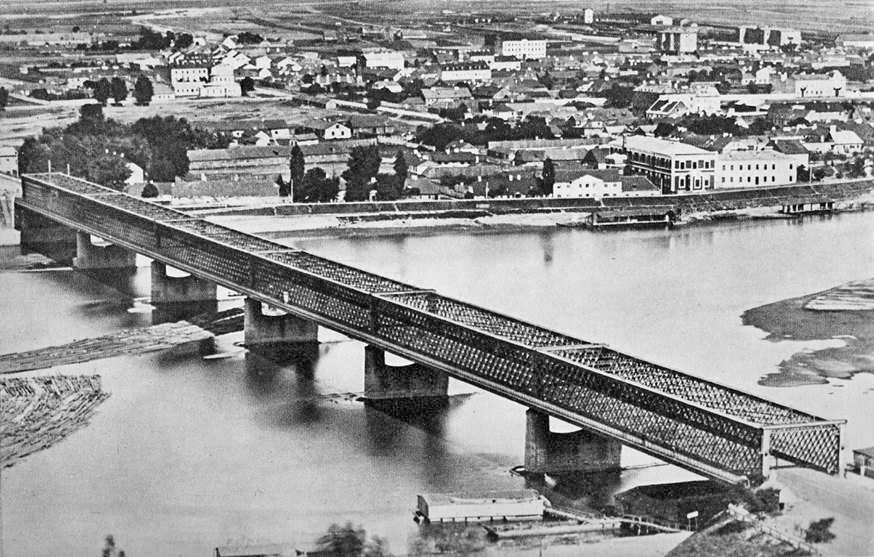
Загальний вигляд мосту, 1873 рік
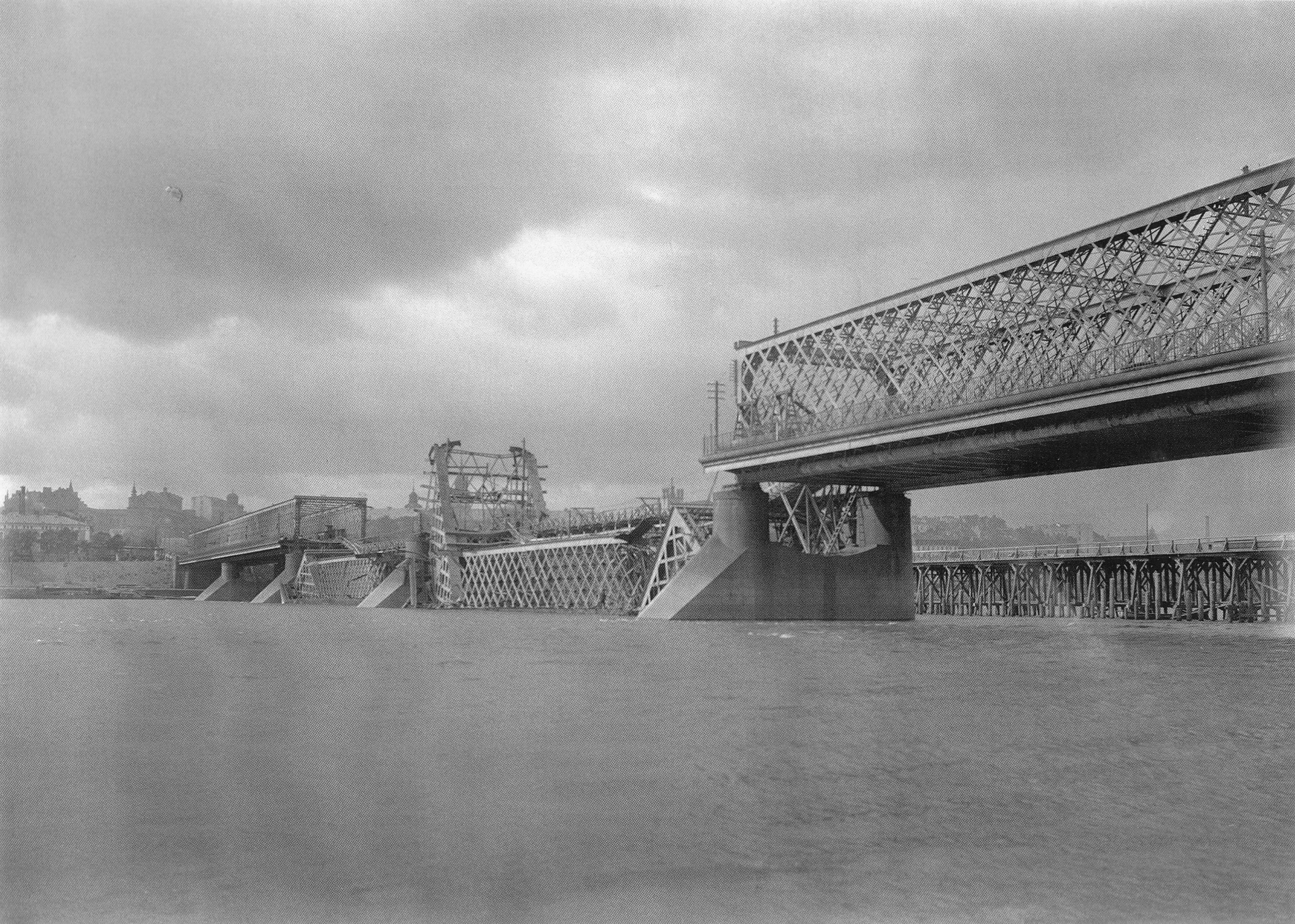
Зруйновані прольоти мосту, 1915 рік